# Landesregierung Ender VII
Die Landesregierung Ender VII (Otto Ender, CSP) bildete die Vorarlberger Landesregierung in der XIV. Gesetzgebungsperiode des Vorarlberger Landtags. Die Landesregierung amtierte dabei von der Wahl der Landesregierung am 22. November 1932 bis zum Antritt der Nachfolgeregierung Winsauer 1934.

## Wahl der Regierungsmitglieder
Bei der Wahl der Regierungsmitglieder war Otto Ender mit 17 von 26 abgegebenen Stimmen gewählt worden, wobei eine Stimme auf Ferdinand Redler entfiel und acht Stimmzettel leer geblieben waren. Ferdinand Redler wurde mit demselben Ergebnis zum Landesstatthalter gewählt, wobei eine Stimme Johann Josef Mittelberger bekam. Bei der Wahl der Landesräte hatten die gewählten Regierungsmitglieder je 18 Stimmen bei acht Enthaltungen bekommen.

## Regierungsmitglieder
| Amt               | Name                      | Partei | Ressorts |
| ----------------- | ------------------------- | ------ | -------- |
| Landeshauptmann   | Otto Ender                | CSP    |          |
| Landesstatthalter | Ferdinand Redler          | CSP    |          |
| Landesrat         | Josef Kennerknecht        | CSP    |          |
| Landesrat         | Johann Josef Mittelberger | CSP    |          |
| Landesrat         | Josef Schmidt             | CSP    |          |
| Landesrat         | Adolf Vögel               | CSP    |          |
| Landesrat         | Hermann Nachbaur          | LB     |          |